# Aeropuerto de Lauriston
El Aeropuerto de Lauriston (en inglés: Lauriston Airport)  (IATA: CRU, ICAO: TGPZ) es una infraestructura aeroportuaria situada al oeste de la localidad de Hillsborough, la principal ciudad de la isla de Carriacou en las Antillas Menores parte del país caribeño de Granada.  También se le conoce alternativamente como Aeropuerto de la Isla de Carriacou (Carriacou Island Airport). Su principal destino es la vecina y más grande isla de Granada usando la aerolínea SVG Air (con sede en Arnos Vale, Aeropuerto E. T. Joshua).

## Instalaciones
El aeropuerto fue construido a una altura de 5 pies (2 m) sobre el nivel medio del mar. Cuenta con una pista que mide 800 m × 18 m (2.625 pies x 59 pies).